# Гоберг
Гоберг (нім. Hohberg) — громада в Німеччині, знаходиться в землі Баден-Вюртемберг. Підпорядковується адміністративному округу Фрайбург. Входить до складу району Ортенау.
Площа — 28,94 км2. Населення становить 8162 ос. (станом на 31 грудня 2020).